# Ionizace záchytem elektronu
Ionizace záchytem elektronu je ionizace atomu nebo molekuly v plynné fázi nastávající v důsledku zachycení elektronu v atomovém obalu za vzniku iontu s obecným vzorcem A−. Reakce probíhá podle tohoto schématu:
{\displaystyle A+e^{-}\xrightarrow {M} A^{-}}
kde M nad šipkou označuje, že k zachování energie a hybnosti je třeba třetí částice (molekularita reakce je rovna třem).
Záchyt elektronu lze spojit s chemickou ionizací.

## Hmotnostní spektrometrie s ionizací záchytem elektronu
Hmotnostní spektrometrie s ionizací záchytem elektronu (EC-MS) je druh hmotnostní spektrometrie, při kterém se vyžívá záchyt elektronů k tvorbě záporně nabitých iontů ze sloučenin s kladnými elektronovými afinitami; obzvláště vhodný je u elektrofilů. Oproti elektronové ionizaci používá EC-MS elektrony o nižších energiích, vytvářející elektrické výboje v plynech.
Při EC-MS dochází k menší fragmentaci molekul než u elektronové ionizace.

### Tvorba záporných iontů

#### Rezonanční záchyt elektronu
Rezonanční záchyt elektronu bývá také označován jako nedisociativní EC. Molekula na sebe naváže elektron za vzniku radikálového aniontu; energie elektronů bývá blízká 0 eV. Elektrony lze vytvořit v elektronovém ionizačním zařízení za přítomnosti zpomalovacího plynu, například H2, CH4, i-C4H10, NH3, N2 nebo Ar.
Po zachycení elektronu iontem se vytvořený komplex může stabilizovat srážkami a přeměnit na stabilní anion detekovatelný hmotnostním spektrometrem.
{\displaystyle {\ce {AB{}+e^{-}->AB^{-\bullet }}}}

#### Disociativní rezonanční záchyt
Při disociativním záchytu elektronu dochází k fragmentaci molekuly a tak probíhá disociace záchytem elektronu (ECD).
ECD vytváří aniontové fragmenty a radikálové fragmenty. Energie elektronů se pohybují mezi 0 a 15 eV, nejvhodnější energie ovšem závisí na konkrétní sloučenině.
{\displaystyle {\ce {AB{}+e^{-}->A^{-}{}+B^{\bullet }}}}

#### Tvorba iontových párů
Pokud mají použité elektrony energii vyšší než 10 eV, tak záporné ionty mohou vznikat také díky tvorbě iontových párů.
AB + e− → A− + B+ + e−
Správná kalibrace hmotnostního spektrometru má při ionizaci záchytem elektronu velký význam, protože zajišťuje používání správné hmotnostní stupnice a také pravidelné vytváření stejných iontů.
Fragmentaci při ECI lze zkoumat pomocí tandemové hmotnostní spektrometrie.
Tuto techniku lze spojit s plynovou chromatografií s hmotnostní spektrometrií.

## Detektor
Detektory záchytu elektronů většinou využívají k tvorbě elektronů zdroj radioaktivity. Příklady takto používaných radionuklidů jsou 3H, 63Ni, 85Kr a 90Sr. Plyn v detektoru je ionizován radioaktivním zářením; obvyklými nosiči jsou zde dusík, argon a helium. Argon a helium musí být smíchány s jiným plynem, jako je methan, protože je třeba zabránit jejich přeměně na metastabilní ionty. Methan snižuje energii elektronů při srážkách.
Přidání methanu usnadňuje vytváření záporných iontů za vysokého tlaku úpravou tepelné energie na hodnoty podobné rozdělení energií iontů. Methan se používá nejčastěji, protože při srážkách s elektrony vytváří velké množství kladných iontů, které umožní, aby elektrony použité k ionizaci měly nižší energie:
2 CH +
4  + 2 e− → CH +
4  + CH +
3  + H + 4 e−
ECD je součástí některých soustav pro plynovou chromatografii.

## Využití
Hmotnostní spektrometrie s ionizací záchytem elektronu (EC-MS) se používá k identifikaci stopových množství organochloridů, jako jsou polychlorované bifenyly, polychlorované dibenzo-p-dioxiny a dibenzofurany, v životním prostředí. Lze jí také použít na deriváty pesticidů, dusíkaté herbicidy a na insekticidy obsahující fosfor.
S využitím GC-EC-MS lze detekovat žlučové kyseliny v tělních tekutinách. Oxidativní poškození je možné zkoumat pomocí analýzy oxidovaného fenylalaninu GC-EC-MS.

## Výhody
EC-MS je citlivá metoda ionizace. Tvorba záporných iontů pomocí zachycování elektronů je citlivější než tvorba kladných iontů chemickou ionizací.
Ve spektrech získaných ionizací záchytem elektronů lze rozlišit některé izomery nerozlišitelné při EI-MS.

## Omezení
Rozdílné energie zdroje iontů mohou způsobit rozdíly ve vzniku iontů a obtížnou opakovatelnost spekter. Hmotnostní spektrum může být u každého přístroje jiné.
Teplota iontového zdroje musí být neustále sledována, protože při vyšších teplotách se zvyšuje míra fragmentace iontů. Nižší teploty vedou k nižším energiím elektronů. Vhodná teplota se může lišit, ovšem je třeba, aby energie elektronů dosáhly potřebné úrovně, při které dochází k rezonančnímu zachytávání elektronů.
Tlak přídatného plynu také musí mít určenou hodnotu. Navýšení tlaku stabilizuje anionty a při vysokém tlaku by se jich ze zdroje uvolňovalo příliš málo.
Analýza by se měla provádět s malými objemy vzorků aplikovaných do přístroje. Objem vzorku má vliv na množství iontů a může způsobit změny ve spektru.